# Archimbald I van Périgord
Archimbald I van Périgord (overleden in 1212) was van 1205 tot aan zijn dood graaf van Périgord. Hij behoorde tot het huis Périgord.

## Levensloop
Archimbald I was de zoon van graaf Eli V van Périgord en diens echtgenote Raymonde, dochter van Raymond van Turenne, burggraaf van Ribérac.
In 1205 volgde hij zijn vader op als graaf van Périgord. Aangezien hij in 1212 ongehuwd en kinderloos stierf, werd hij in deze functie opgevolgd door zijn jongere broer Archimbald II.